# James Kavanagh
James Kavanagh (* 3. Juni 1914 in Dublin, Irland; † 8. August 2002) war ein irischer römisch-katholischer Priester und Weihbischof in Dublin.

## Leben
James Kavanagh empfing am 18. Juni 1939 das Sakrament der Priesterweihe für das Erzbistum Dublin. 
Am 4. Oktober 1968 ernannte ihn Papst Paul VI. zum Titularbischof von Zerta und zum Weihbischof in Dublin. Der Erzbischof von Dublin, Dermot Ryan, spendete ihm am 8. April desselben Jahres die Bischofsweihe; Mitkonsekratoren waren die Weihbischöfe in Dublin, Patrick Joseph Dunne und Joseph Carroll.
Papst Johannes Paul II. nahm am 31. Dezember 1990 das von James Kavanagh aus Altersgründen vorgebrachte Rücktrittsgesuch an.